# Ishaq ibn Muhammad ibn Ghaniya
Ishaq ibn Muhammad ibn Ghaniya, arabisch إسحاق بن محمد بن غانية, DMG Isḥāq b. Muḥammad b. Ġānīya, war von 1155 bis 1184 Wālī im Taifa-Königreich von Mallorca.

## Abstammung

Stammbaum der Ghaniyidenherrscher

Ishaq ibn Muhammad ibn Ghaniya gehörte der Dynastie der Ghaniyiden an und war ein Sohn von Muhammad ibn Yusuf ibn Ghaniya, Emir in der Taifa von Mallorca. Ishaq hatte dreizehn Söhne:
- Muhammad ibn Ishaq ibn Ghaniya
- Ali ibn Ishaq ibn Ghaniya
- Yahya ibn Ishaq ibn Ghaniya
- Abd Allah ibn Ishaq ibn Ghaniya
- Talha ibn Ishaq ibn Ghaniya
- Taschfin ibn Ishaq ibn Ghaniya
- al-Ghazi ibn Ishaq ibn Ghaniya
- Seir ibn Ishaq ibn Ghaniya
- al-Mansur ibn Ishaq ibn Ghaniya
- Jubbara ibn Ishaq ibn Ghaniya
- Umar ibn Ishaq ibn Ghaniya
- Yusuf ibn Ishaq ibn Ghaniya
- al-Hassan ibn Ishaq ibn Ghaniya

## Leben
Ishaq ibn Muhammad ibn Yusuf war bereits im Jahr 1145 zum Wālī in Carmona ernannt worden, begab sich aber dann, bedingt durch den Niedergang des Almoravidenreichs, nach Mallorca. Dort entledigte er sich im Jahr 1155 in einer Palastrevolution seines Vaters und seines Bruders, dem Thronerben Abd Allah ibn Muhammad ibn Ghaniya, und bestieg selbst den Thron.
Während der Regierungszeit Ishaqs als Wālī auf Mallorca wurden die Balearen zu einem Zentrum für Handel, Seekrieg und Piraterie. All dies brachte beträchtlichen Wohlstand unter die Bevölkerung und eine große Anzahl von Gefangenen und Flüchtlingen kamen auf die Inseln.
Die Sarazenen Mallorcas begingen viele schreckliche Raubüberfälle im westlichen Mittelmeer. Der weitaus schlimmste Vorfall dürfte zweifellos der Angriff auf Toulon im Jahr 1178 gewesen sein, welchen Ishaq selbst befehligte. Toulon wurde erobert und viele Gefangene wurden nach Mallorca verschleppt. Unter den Gefangenen befand sich der Vizegraf von Marseille.

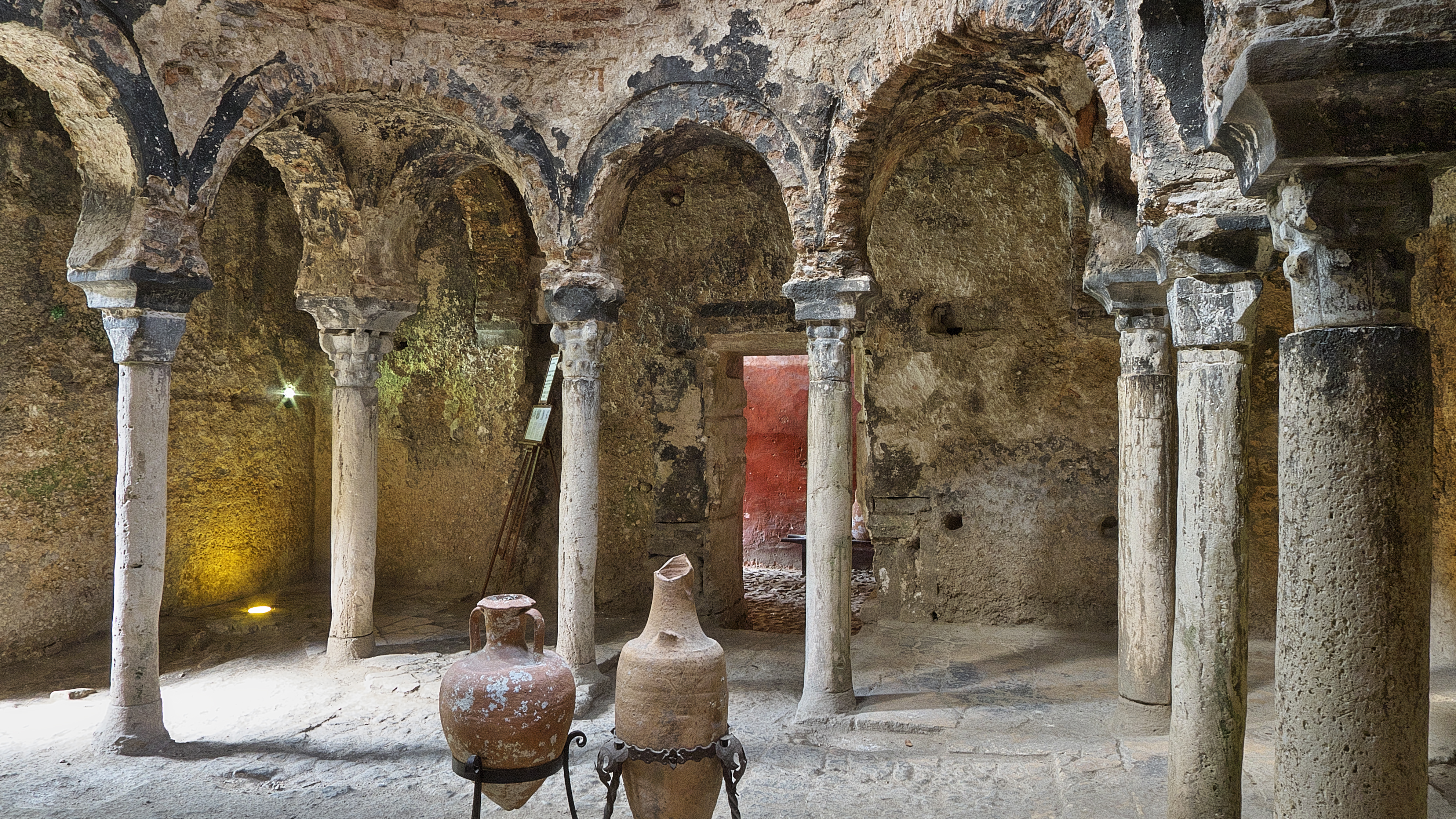
Hammam in Medina Mayurqa aus dem 10. Jahrhundert

Ishaq unterhielt einerseits diplomatische Beziehungen zu den italienischen Stadtrepubliken. So unterzeichnete er beispielsweise in den Jahren 1171, 1173 und 1174 Verträge mit der Republik Pisa sowie 1181 mit der Republik Genua. Für Angehörige der Republik Lucca wurde ein Vertrag am 1. Juni 1184 unterzeichnet. Besonders die Verträge von 1181 und 1184 waren recht oberflächlich gehalten und enthielten im Wesentlichen zwei Abschnitte – ein Nichtangriffsabkommen und Beistand und Schutz von Schiffbrüchigen. Im Gegenzug wurde den Italienern erlaubt, in Madinat Mayurqa (das jetzige Palma de Mallorca) eine christliche Kirche zu errichten. Andererseits bemühte sich Ishaq um eine versöhnliche Politik gegenüber den Almohaden und übersandte ihnen, im Widerspruch zu der Ansicht seiner Ratgeber, Anteile an seinen Kriegsbeuten. Möglicherweise hatte er sogar noch dem Almohadenkalifen Abu Yaqub Yusuf I. seine Unterwerfungsbereitschaft signalisiert, dieser verschied aber bereits wenige Monate vor seinem eigenen Tod.
Ishaq verstarb im Jahr 580 nach der Hidschra (Islamischer Kalender) bzw. im Jahr 1184 auf einer Seeunternehmung. Es hat den Anschein, dass sein Tod zu einem Aufstand christlicher Gefangener führte, welche sich seines Palasts bemächtigten. Möglicherweise war außerdem eine Landung von Christen auf der Insel geplant gewesen. Auf Ishaq folgte sein bereits erwachsener Sohn Muhammad ibn Ishaq ibn Ghaniya als Muhammad II. Dennoch sollte der Tod Ishaqs ein verworrenes Kapitel (Palastintrigen und häufige Herrscherwechsel) in der Geschichte der Taifa von Mallorca eröffnen, das bis 1187 andauerte.